# 室蘭八景
室蘭八景（むろらんはちけい）とは1970年に一般市民からの投票などをもとに選定された、北海道胆振管内室蘭市を代表する8つの景勝地である。

## 室蘭八景
- 室蘭港の夜景
- 測量山の展望
- 黒百合咲く大黒島
- 絵鞆岬の景観
- 金屏風・銀屏風の断崖絶壁
- マスイチ浜の外海展望
- 地球岬
- トッカリショの奇勝の絶景

の八つ。表記と順番は室蘭市のホームページに従った。

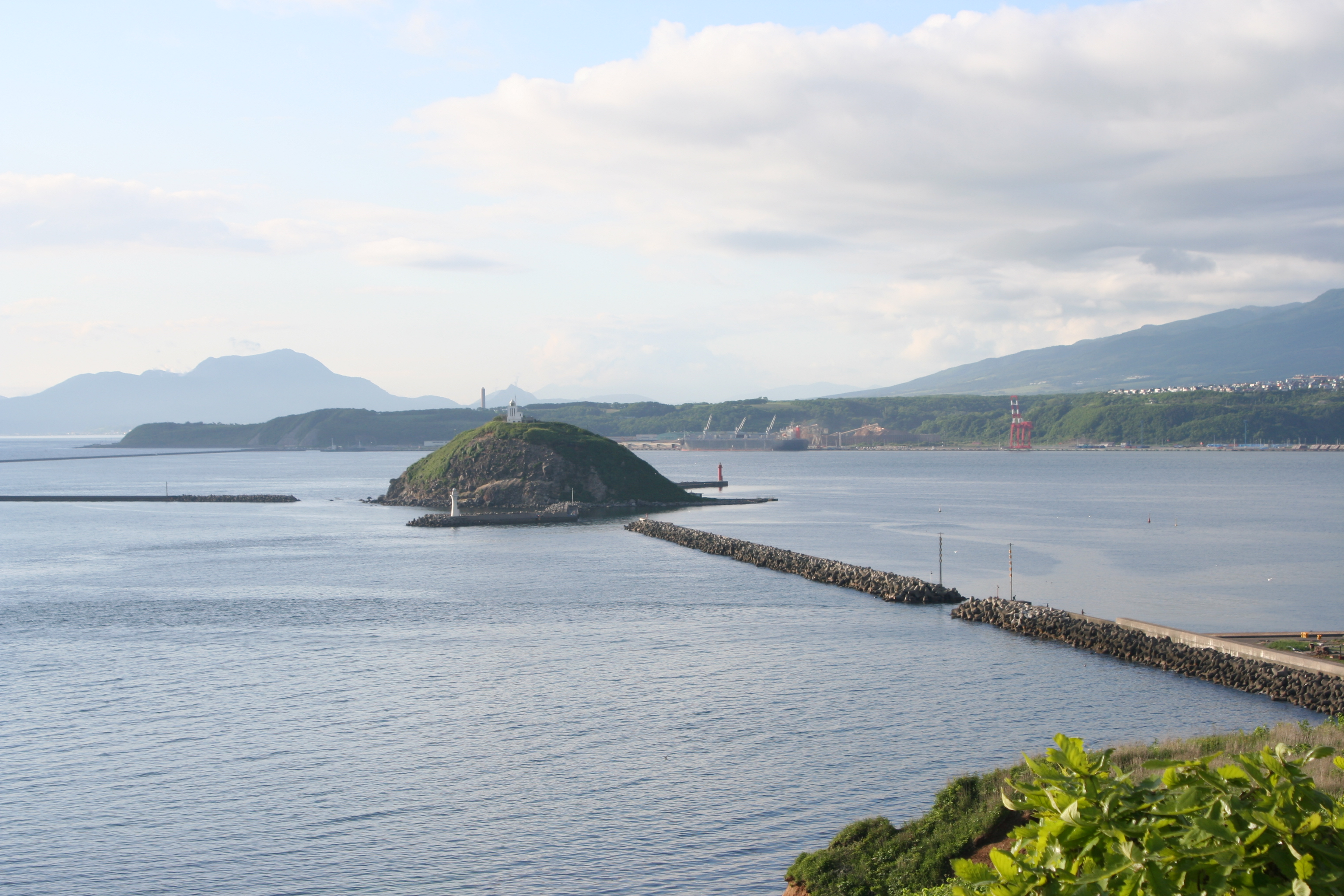
大黒島
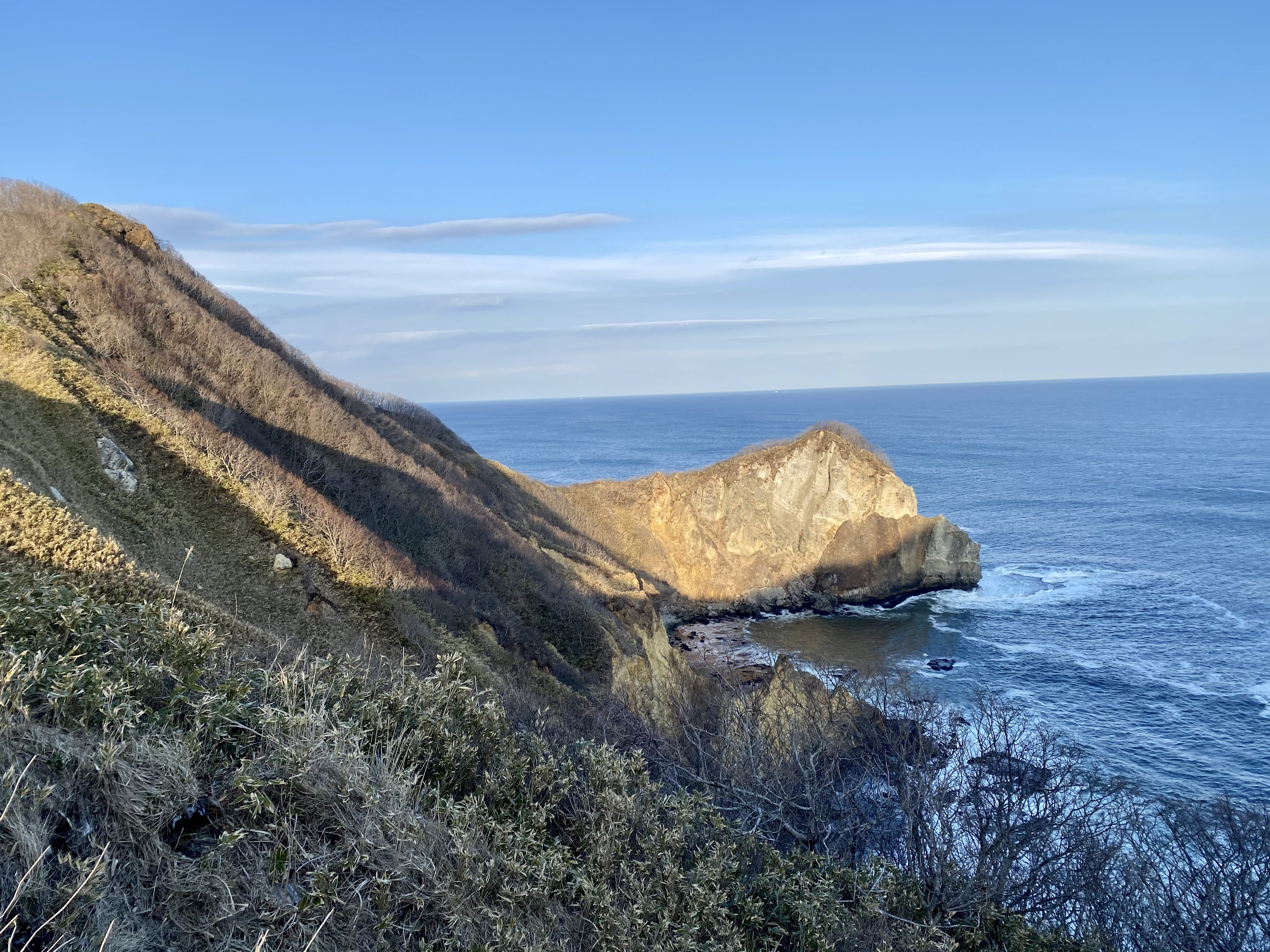
金屏風
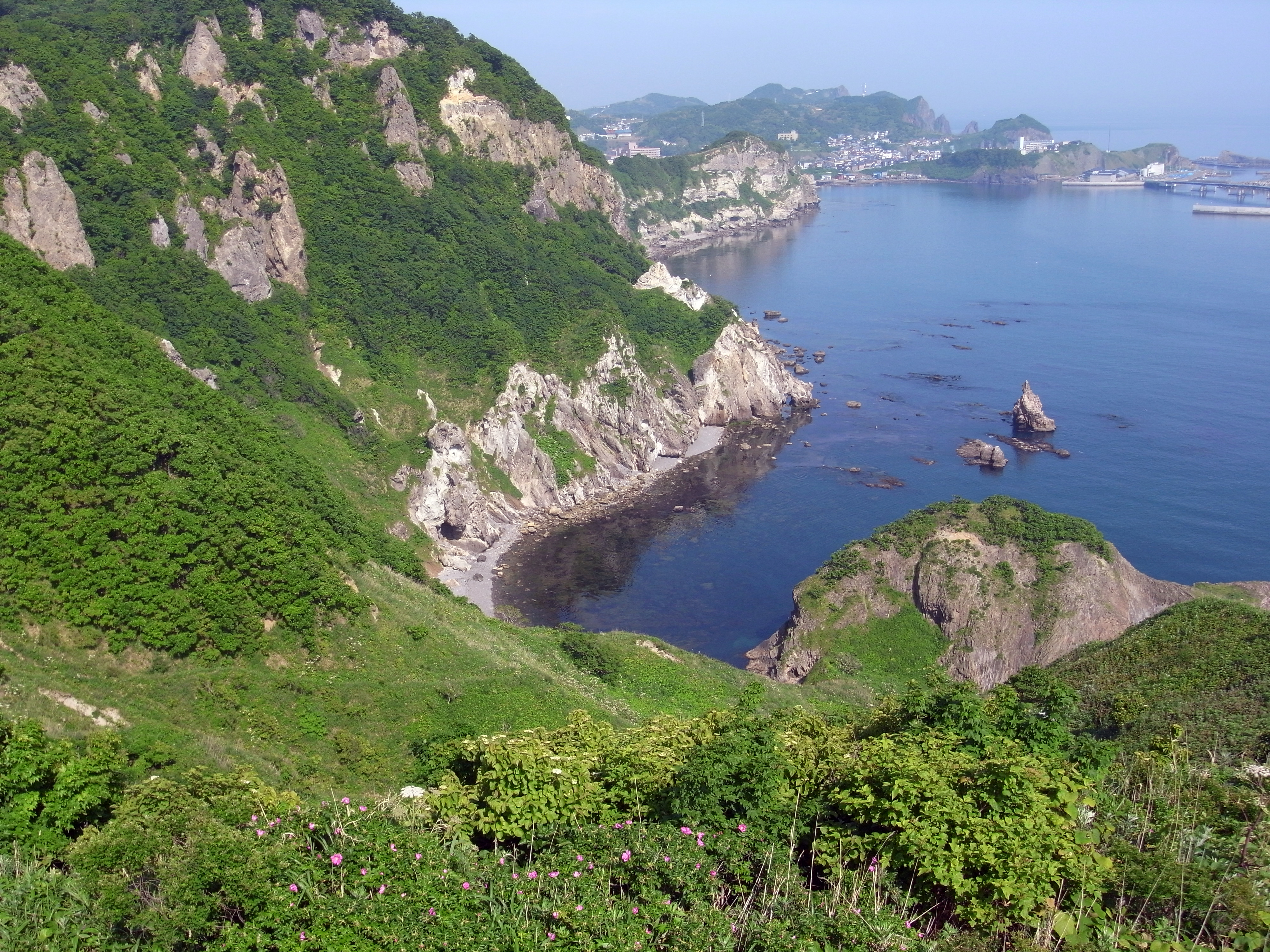
マスイチ浜
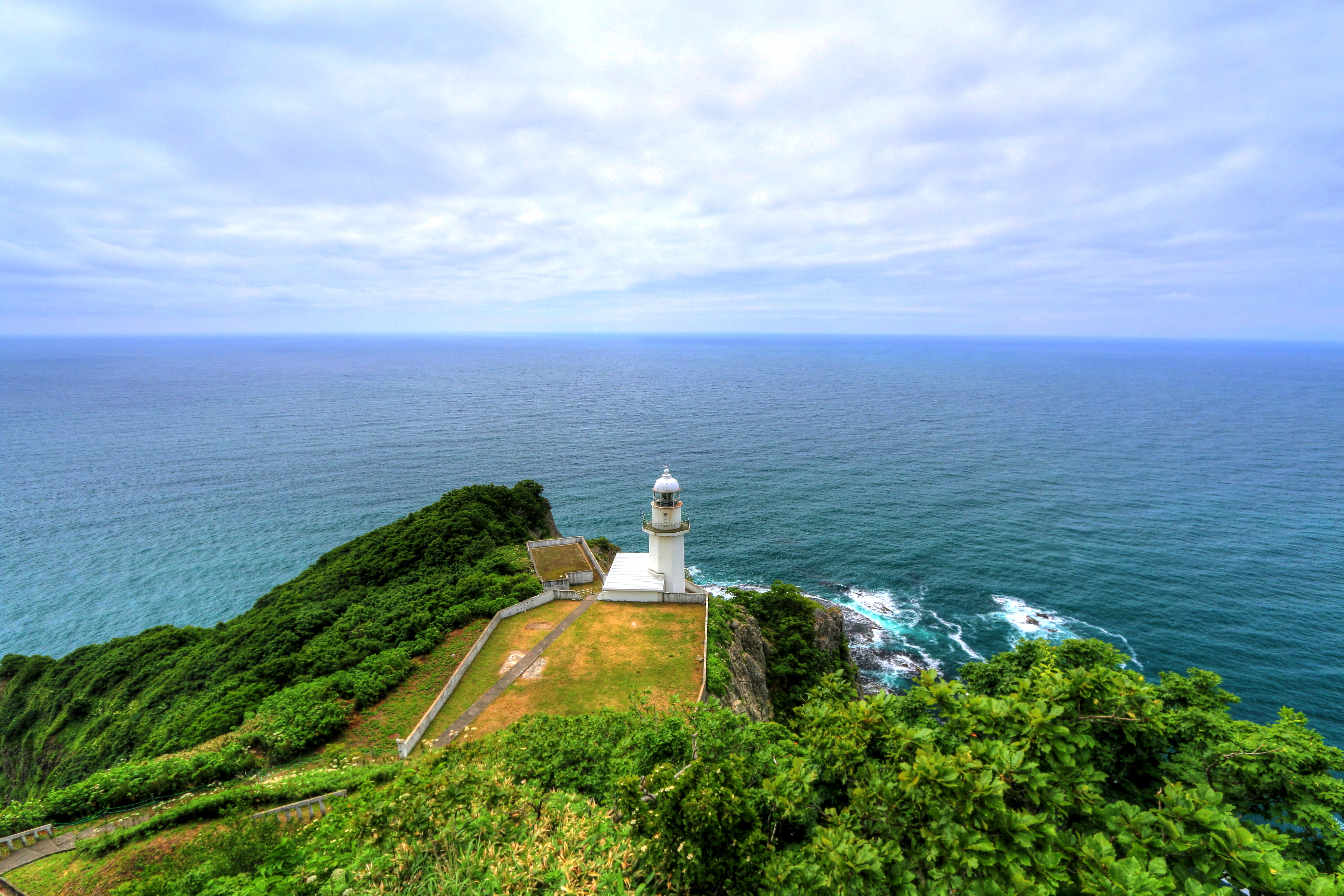
地球岬
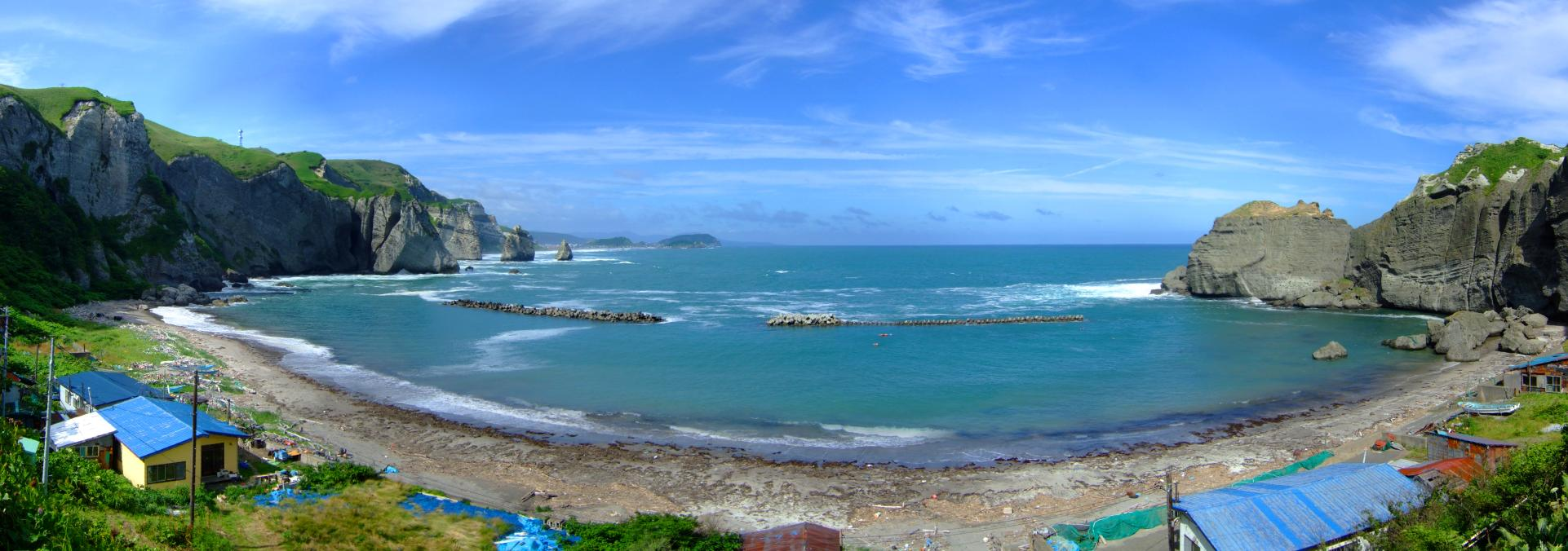
トッカリショ